# Nephthea chabrolii
Nephthea chabrolii is een zachte koraalsoort uit de familie Nephtheidae. De koraalsoort komt uit het geslacht Nephthea. Nephthea chabrolii werd in 1828 voor het eerst wetenschappelijk beschreven door Audoin. 